# Sycamore (comté de Sequoyah, Oklahoma)
Pour les articles homonymes, voir Sycamore.
Sycamore est une census-designated place du comté de Sequoyah, dans l'État d'Oklahoma, aux États-Unis,. En 2000, elle compte une population de 150 habitants.